# Benjamin Franklin
Benjamin Franklin, född 17 januari (6 januari enligt gamla stilen, som då gällde i de amerikanska kolonierna) 1706 i Boston i Massachusetts Bay-provinsen i Brittiska Amerika, död 17 april 1790 i Philadelphia, var en amerikansk författare, vetenskapsman, filosof och politiker. Han var en av USA:s grundlagsfäder.

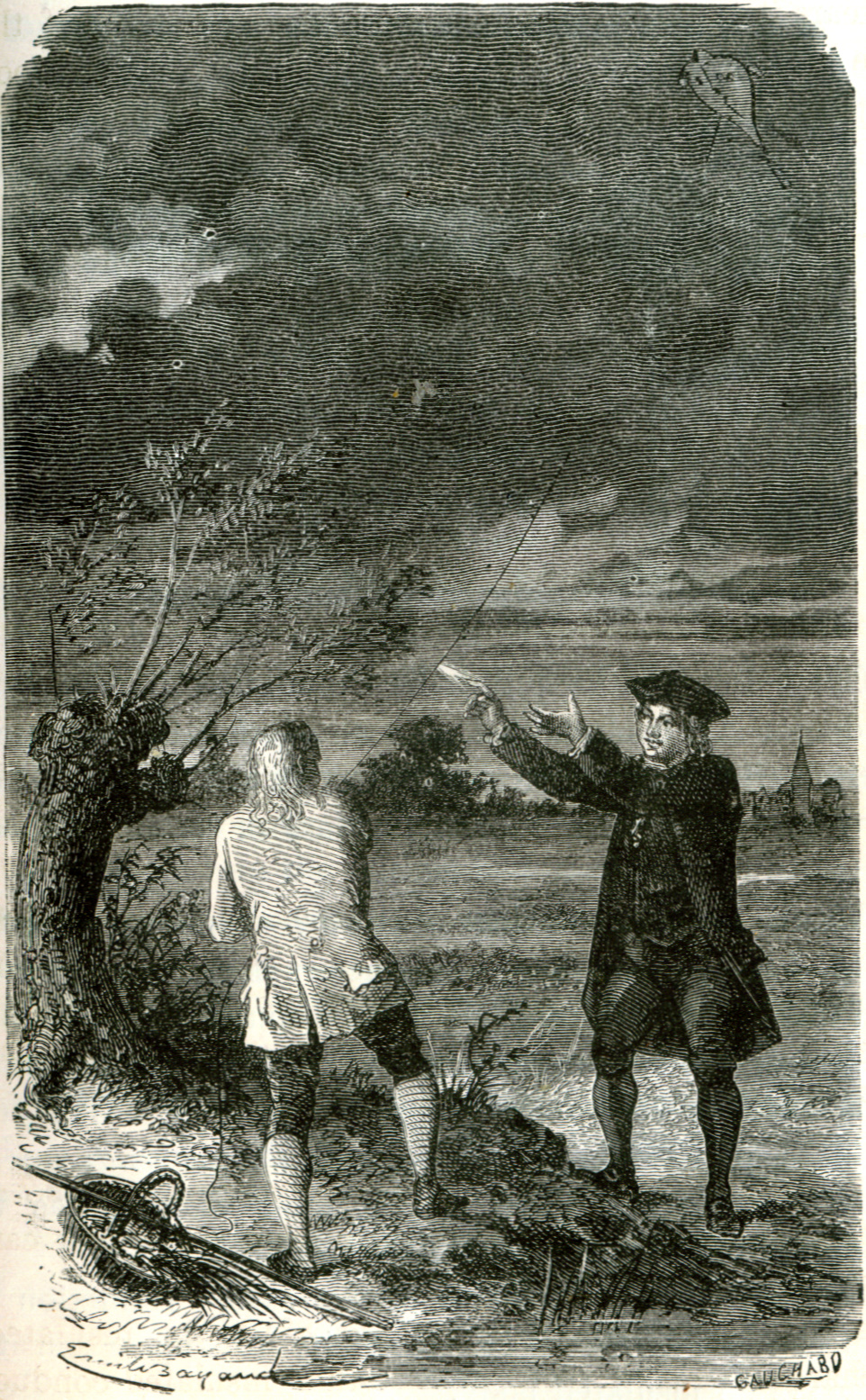
Benjamin Franklin uppfann åskledaren.

## Biografi

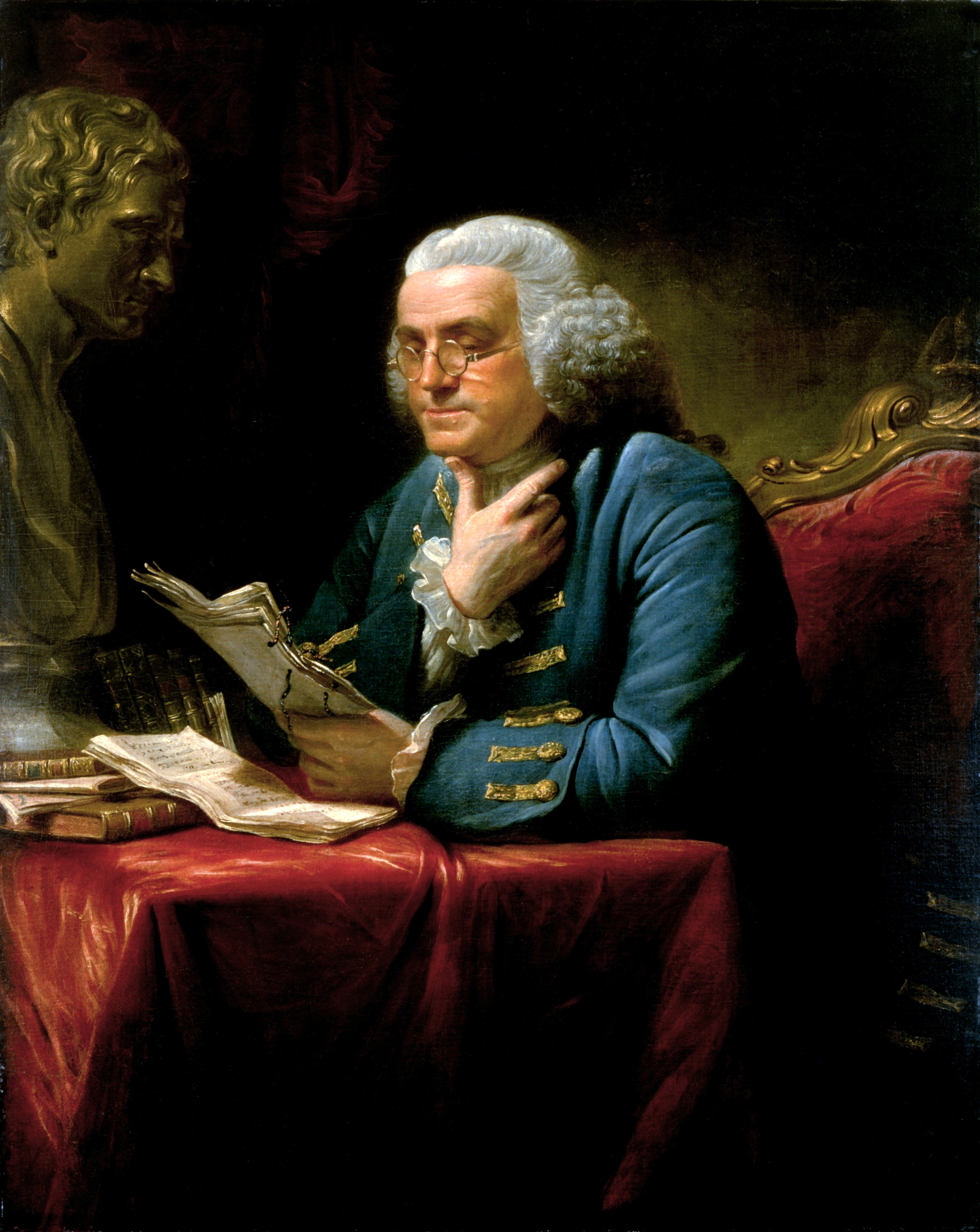
Porträtt av Benjamin Franklin 1767.

Franklin var yngst i en syskonskara på 15. När han var tio år fick han sluta skolan och vid tolv började han som lärling hos sin bror som arbetade som tryckare på en lokal tidning. Så småningom fick Franklin själv skriva material till tidningen. Efter ett gräl med brodern gav han sig iväg, först till New York och sedan till Philadelphia, dit han kom i oktober 1723. Där återupptog han sin syssla som skribent och tryckare; efter ett par månader reste han dock till London för att söka lyckan, men återvände snart till Philadelphia och började arbeta för handelsmannen Thomas Denham. Då Denham avled återvände Franklin till sin tidigare syssla och startade snart ett eget tryckeri där han tryckte The Pennsylvania Gazette, till vilken han även bidrog med material och använde för att få ut sina åsikter angående reformer han ansåg nödvändiga.
1727 grundade han en diskussionsklubb, "The Junto", som 1743 blev The American Philosophical Society. 1731 startade Franklin, tillsammans med några av The Juntos medlemmar, det första allmänna biblioteket i Philadelphia. Det nystartade Library Company beställde sina första böcker 1732. Detta bibliotek blev en stor succé och med blodad tand öppnade man bibliotek i andra amerikanska städer. Nu ägnade Franklin mer och mer tid åt officiella uppdrag; han hade politiska administrativa uppdrag och han organiserade postväsendet i de amerikanska kolonierna. Han gjorde upp planer för en akademi som sedermera skulle utvecklas till University of Pennsylvania. Vid sidan av allt detta bedrev han även forskning om elektricitet. 1748 upphörde Franklin att vara engagerad i tryckeribranschen och han gjorde ett avtal med sin förman, David Hill, om att han skulle få hälften av verksamhetens vinst under de kommande 18 åren. Nu hade han en stadig ekonomisk grund att stå på, och under de kommande åren skulle han skaffa sig ett anseende bland Europas lärda. Det handlade om hans upptäckter inom elektricitetens område, upptäckten av negativ- och positiv laddning och hans upptäckt att blixten var strömförande.
Den 15 juni 1752 kan han ha utfört det experiment han var mest känd för, att flyga en drake under ett åskväder. Följande fransmannen Thomas-François Dalibards lyckade experiment från den 10 maj samma år, är det möjligt att han försökte. Det finns dock teorier om att han aldrig faktiskt utförde experimentet själv. Andra som försökte kopiera hans experiment omkom, exempelvis professor George Richmann i Sankt Petersburg. Ett annat område som intresserade Franklin var meteorologi. På den tiden då han fortfarande arbetade med att skriva reportage hade han en gång besökt en marknad i Philadelphia och där hört ett samtal om ett oväder på en annan plats i Pennsylvania. Han drog slutsatsen att detta var samma oväder som dagen innan dragit fram över Philadelphia och att detta måste innebära att oväder kan förflytta sig. Franklin var även först med att föreslå införande av åskledare och sommartid.

### Politisk verksamhet

Självständighetsförklaringen. Målning av John Trumbull.

1751 grundade Franklin och doktor Thomas Bond ett sjukhus, det första i det som skulle bli USA. Inom politiken gjorde han en stor insats då han organiserade postväsendet i de amerikanska kolonierna, bildade den första frivilliga brandkåren och gratis bokutlåning från allmänna bibliotek. Men hans insatser som politiker väger lätt då man ser vad han åstadkom som diplomat. Han hade stor betydelse när det gällde förbindelserna med Storbritannien och senare även med Frankrike. 1754 ledde han Pennsylvanias delegation vid Albanykongressen. Detta möte mellan flera av kolonierna hade begärts av kommerskollegium i England för att förbättra relationerna mellan urfolksamerikaner och att organisera försvaret mot Frankrike. Franklin föreslog att kolonierna skulle bilda en union. Detta förslag antogs inte men delar av det införlivades sedermera med den amerikanska konstitutionen.
1757 sändes han till England för att protestera mot deras inblandning i Pennsylvanias inre angelägenheter; han stannade i fem år för att informera allmänheten och politikerna där om förhållandena i Pennsylvania. Franklin utsågs även till hedersdoktor vid Oxfords Universitet för sina insatser inom vetenskapen. Hädanefter använde han titeln doktor Franklin. Väl hemkommen utsågs han till medlem i kongressen och gjorde en stor insats vid skrivandet av självständighetsförklaringen.
1776 sändes han till Frankrike som sändebud för USA. Han bodde där i ett hus i Parisförorten Passy, donerat av Jacques-Donatien Le Ray de Chaumont som skulle bli en viktig allierad till USA under frihetskriget.
Under sin tid som diplomat i Paris var en av Franklins roller även att agera som minister för Sverige, befullmäktigad av hans majestät kung Gustav III. Efter krigets slut undertecknade Franklin tillsammans med det svenska sändebudet Gustaf Filip Creutz den 3 april 1783 en svensk-amerikansk vänskaps- och handelstraktat. Franklin stannade i Frankrike till 1785 och han var en populär person i den franska societeten. Han var så populär att det blev mode att hänga upp tavlor med hans porträtt i sitt hem. När han 1785 återvänt till Amerika förärades han med att få sitt porträtt, målat av Joseph Siffred Duplessis, utställt vid Smithsonian Institution i Washington D.C.
Nu började han arbeta för att få slaveriet förbjudet inom unionen, och han utsågs även till ordförande i The Society for Promoting the Abolition of Slavery and the Relief of Negroes Unlawfully Held in Bondage. 1787, då han egentligen gått i pension, åtog han sig uppdraget att upprätta den amerikanska konstitutionen som skulle ersätta Konfederationsartiklarna. Franklin var den ende som satte sin namnteckning på alla tre dokument som lett fram till självständigheten: amerikanska självständighetsförklaringen (1776), Paristraktatet (1783) och konstitutionen. Samma år föreslog några pastorer i Lancaster att man skulle bygga ett nytt college som skulle uppkallas efter Franklin. Franklin donerade 200 pund till bygget av Franklin College, som 1853 slogs samman med Marshall College. Numera heter det Franklin and Marshall College.

## Schack
Franklin var en hängiven schackspelare. Han spelade schack omkring 1733 och är därmed den första schackspelaren vars namn är känt i de amerikanska kolonierna.

## Begravningen
Den 17 april 1790 avled Franklin och begravdes i Philadelphia.

## Släktingar
Den amerikanska skådespelaren Jack Coleman (född 1958) är i rakt nedstigande led släkt med Benjamin Franklin.

## Övrigt
Benjamin Franklins porträtt finns på 100-dollarsedeln. 
Benjamin Franklin var en hängiven Frimurare.
Han gifte sig 1730 med Deborah Read Rogers, hon dog 1774.
Nedslagskratern Franklin på månen och asteroiden 5102 Benfranklin är uppkallade efter honom.